# Темник (військове звання)
Темник  (від тьма) — руська назва монгольського звання тумен-баші (десятитисячника) у Монгольській імперії та Золотій Орді. Англійською часто трактується як генерал або емір. Темник командував 10 000 вояків і перебував під прямими командуванням хана.
Відповідає званню генерала армії, маршала або отамана. В часи розпаду Орди в XV–XVI ст. темники відігравали значну роль в царстві Ординському, подібну до тої, яку відігравали римські генерали в часи падіння стародавнього Риму — своєю волею ставили і знімали царів. Один з найвідоміших темників — Мамай, родоначальник князівського роду Глинських.